# رالف فيرغسون
رالف فيرغسون هو فلاح وسياسي كندي، ولد في 13 سبتمبر 1929. حزبياً، نشط في الحزب الليبرالي الكندي. وقد انتخب عضو مجلس العموم الكندي.